# کاخ شاپور
کاخ شاپور از یادمان‌های شهر بابل در استان مازندران ایران است.
در جنوب بارفروش‌ده در عصر صفوی دریاچه‌ای وجود داشت که در میان آن جزیره‌ای بسیار زیبا واقع بود که آب آن از رودی به نام آقارود که شعبه‌ای از بابلرود بود تأمین می‌شده‌است. شاه عباس اول که به مازندران عشق می‌ورزید در این جزیره، که آن را باغ شاه نامید، عماراتی عالی بنیان نهاد تا این نقطه تفرجگاهی برای وی و دولتخانهٔ حاکم بارفروش‌ده باشد. همهٔ سیاحان و سفرنامه نویسانی که از بارفروش دیدن کرده‌اند به وصف عمارات دلکش و باغات دلگشای این جزیره پرداخته‌اند. جزیره، پر از درختان نارنج و مرغزاری باشکوه و نخجیرگاهی مورد آرزو بود و سطح دریاچه پوشیده از گل‌های نیلوفر آبی و انواع و اقسام پرندگان، به ویژه مرغابی بود. جزیره از عهد شاه عباس، به وسیلهٔ یک پل به شهر وصل می‌شد.
از آن پس شاهان دیگری چون شاه عباس دوم، آقا محمدخان قاجار، فتحعلیشاه و ناصرالدین شاه نیز به بارفروش آمدند تا در رویای بهشت عدن و باغ ارم دیگری چند روزی در جزیره و دریاچهٔ گل‌های نیلوفر بحر ارم (نامی که گویند از عهد فتحعلیشاه رایج شد) به شکار و عیش و نوش بپردازند. از آن سو جزیره بحر ارم می‌توانست امن‌ترین نقطه برای کاخ شاهی و مقر حکومتی بارفروش باشد.
کاخ شاه عباس در اواخر دوره فرمانروای خاندان زند مخروب و متروک شد. آقا محمدخان قاجار در جنوب جزیره کاخ دیگری بنا نهاد. چندی بعد فتحعلیشاه قاجار آن عمارات رفیع و فضاهای وسیع عهد شاه عباس را تعمیر نمود، اما از قرار معلوم تأثیر این مرمت دیری نپایید، چنانکه وقتی چارلز استوارت سیاح در ۱۷۳۵ میلادی و مدتی بعد ملگنوف به بحر ارم پا می‌نهند آن را خرابه‌ای بیش نمی‌یابند.
کاخ شاه آقامحمدخان قاجار به عهد ناصرالدین شاه تعمیر شد، اما اواخر عهد قاجاریه آب دریاچه رو به نقصان نهاد و به تدریج به صورت باتلاق درآمد به ویژه ضلع شرقی آن با جزیره هم سطح و هموار شد.
در سال ۱۳۱۰ به دستور دولت رضاخان بقیهٔ بخش‌های دریاچه خشک و هموار شد تا پس از این بخشی از شهر بابل را تشکیل دهد. امروزه ضلع شمالی دریاچه را محله بحر ارم (یا دزدکه چال، چنانکه در برخی منابع نسبتاً متاخر نیز آمده است) شرقی و غربی، ضلع غربی آن را پارک شهید شکری، بازار روز و پایانه جنوب و ضلع جنوبی آن را روستای ملاکلا تشکیل می‌دهد.
رضاشاه پهلوی در وسط همین جزیره‌ای که از عهد شاه عباس اول صفوی به بعد محل تفرج و شکار شاهان و شاهزادگان و حکام این شهر بوده، کاخی بسیار زیبا بنیان نهاد. کاخی دو طبقه با اتاق‌ها و تالارهای متعدد که مزین به گچبری‌های بسیار زیبا هستند. این کاخ در سال ۱۳۶۲ به دانشگاه علوم پزشکی بدل شد.